# Christine Pilzer
Pour les articles homonymes, voir Pilzer.
Christine Pilzer de son vrai nom Christine Van den Haute, est une chanteuse française, d'origine belge, née en 1942 à Nice.

## Biographie
Sa famille s'installe en 1946, à Paris où son beau-père donne naissance à une fille prénommée Violaine, ça sera sa demi-sœur également chanteuse. Ce beau-père Robert Pilzer, possède une chemiserie de luxe très connue. Elle se passionne pour le dessin et entame après son bac des études d'Arts plastiques.
Elle est un temps mannequin. Puis enn 1963, engagée à la Maison de la Radio, elle coanime durant deux saisons l'émission Les Ardugos puis devient assistante de José Arthur.
Christine se démène et grâce à Michel Delancray, elle sort la même année chez Vogue son 1er single avec Dracula et L'horloge de grand-père.
Son second et dernier enregistrement sort en 1967 avec Champs-Élysées, Café crème et Ah-hem-ho-err…. Il sera repris plus tard en partie par le groupe punk français The No-Talents.
En 1967, accompagnée par les Sharks, elle passe en lever de rideau d'Antoine lors de sa tournée en France et en Belgique.

## Discographie
- 1966, Dracula[2]
- 1967, Café crème[3]